# Republica Populară Ucraineană
Republica Populară Ucraineană (în ucraineană Українська Народна Республіка, Ukrainska Narodna Respublika) a fost o republică formată pe teritoriul actualei Ucraine în urma Revoluției Ruse din 1917. În ciuda numelui, nu a fost o Republică Populară în spiritul statelor comuniste din perioada de după al Doilea Război Mondial, de aceea este uneori numită Republica Națională Ucraineană.
În urma amenințării invaziei din partea trupelor bolșevice, se aliază cu Republica Populară a Ucrainei Occidentale formată din teritoriile ucrainene din Imperiul Austro-Ungar, dar în 1920 întregul teritoriu este cucerit, iar bolșevicii înființează  Republica Sovietică Socialistă Ucraineană.

## Istorie

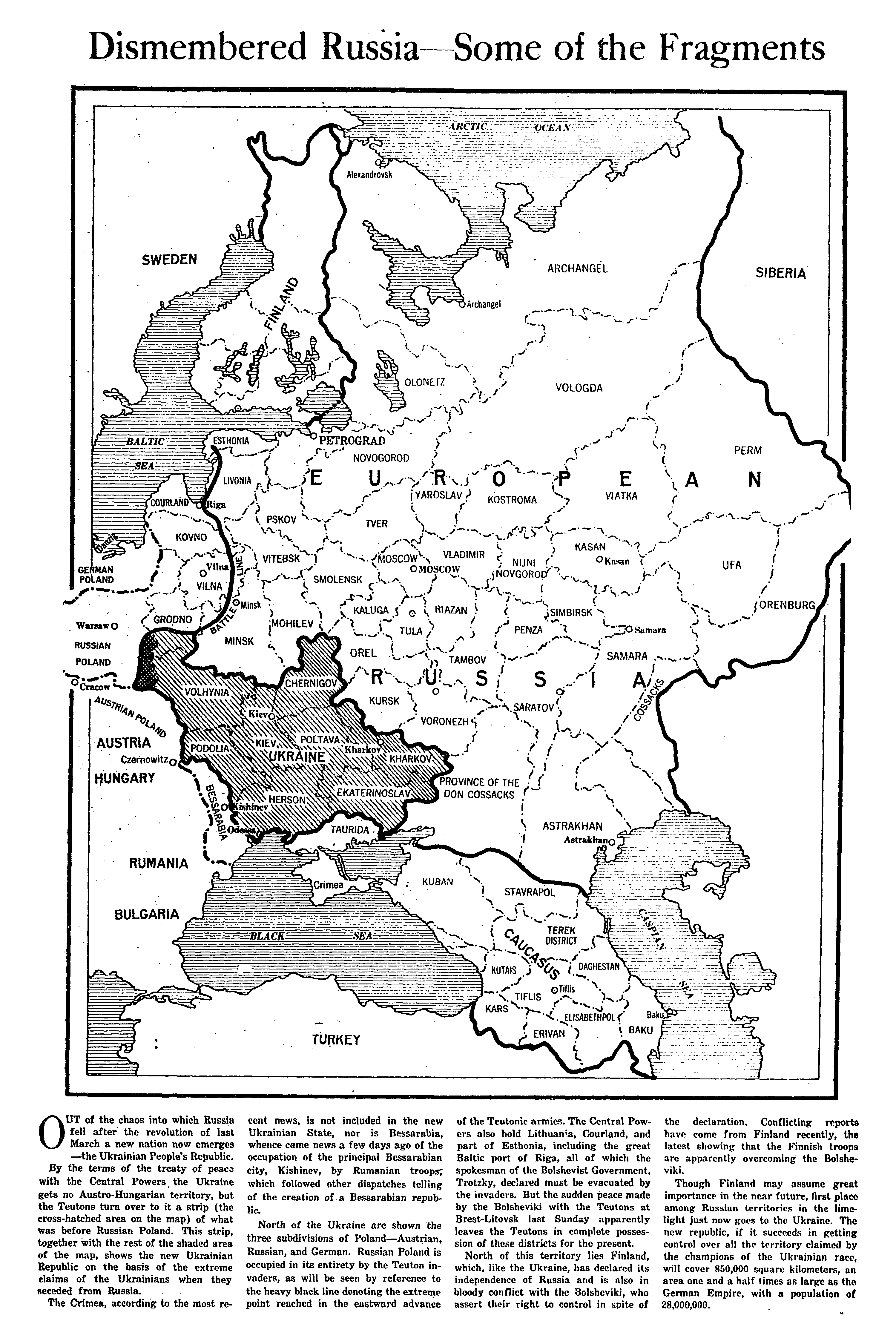
Un articol din februarie 1918 din The New York Times prezintă o hartă a teritoriilor imperiale ruse revendicate de Republica Populară Ucraineană la acea vreme, înainte de anexarea teritoriilor austro-ungare ale Republicii Populare Ucrainene de Vest

## Evoluția teritoriului

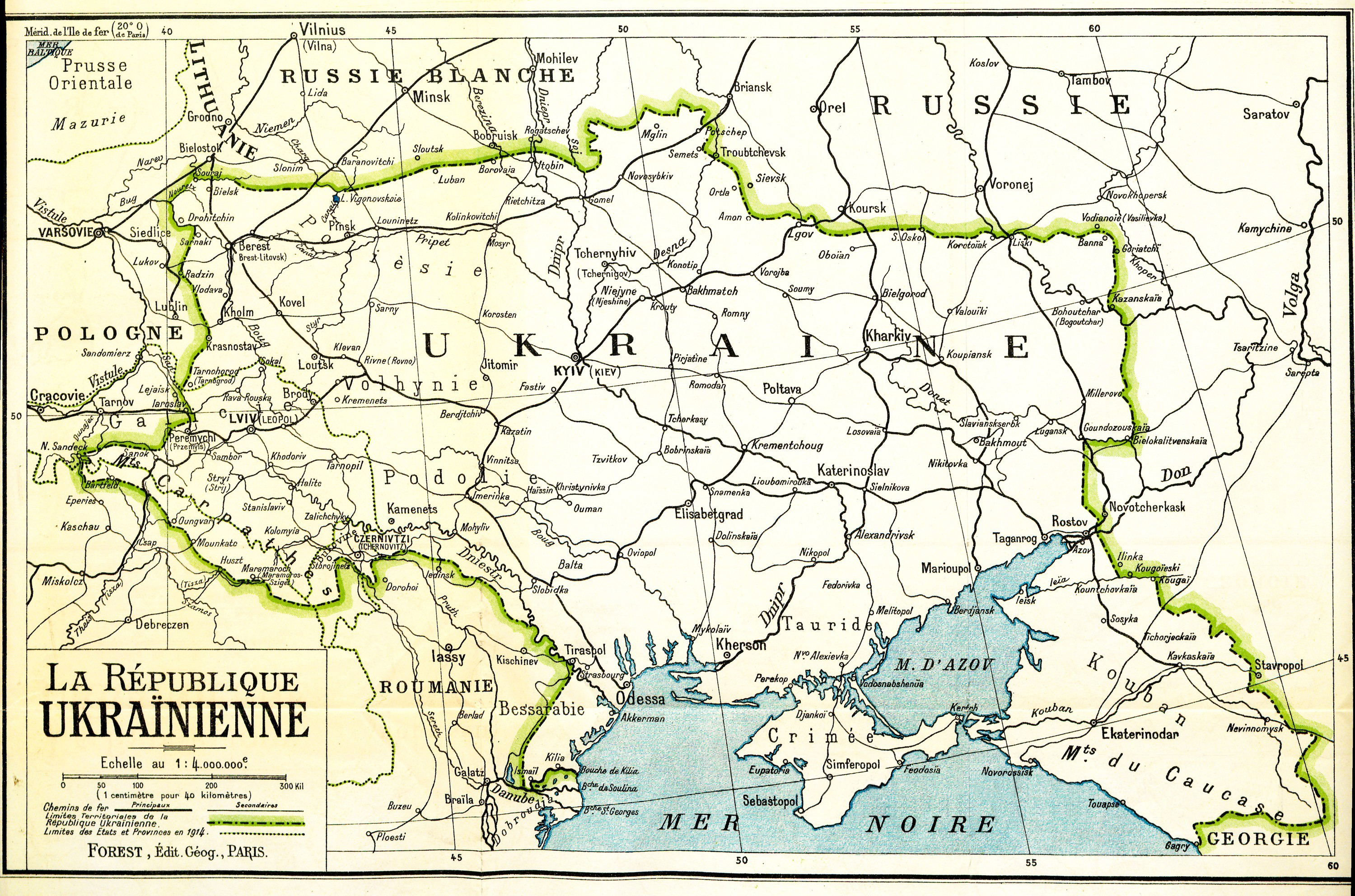
Aspirațiile teritoriale prezentate la Conferința de Pace de la Paris